# Медляки вредные
Медляки вредные (лат. Opatrum) — род жесткокрылых из семейства чернотелок.

## Описание
Заднегрудь за средними тазиками почти короче средних тазиков. Основание переднеспинки обычно не уже основания надкрылий, бока переднеспинка без выемки перед задними углами. Надкрылья с гладкими бугорками. Задние крылья недоразвиты. Тело более коренастое.

## Классификация и распространение
В состав рода включают 42 вида. Представители рода встречаются в Западной Европе, Северной Африке, Кавказе, Сибири, Казахстане и Монголии, в том числе:
- Opatrum alternatum Küster, 1849
- Opatrum asperidorsum Fairmaire, 1878
- Opatrum baeticum Rosenhauer, 1856
- Opatrum cypraeum Reitter, 1904
- Opatrum dahli Küster, 1849
- Opatrum distinctum Fairmaire, 1878
- Opatrum emarginatum Lucas, 1849
- Opatrum geminatum Brullé, 1832
- Opatrum grenieri Perris, 1870
- Opatrum italicum  (Reitter, 1904)
- Opatrum iwani F. Soldati 2016[4]
- Opatrum malgorzatae Leo, F. Soldati & L. Soldati, 2011[3]
- Opatrum nivale Géné, 1839
- Opatrum obesum Olivier, 1811
- Opatrum perlatum Germar, 1824
- Opatrum riparium Scriba, 1865
- Opatrum sabulosum  (Linnaeus, 1761)
- Opatrum sculpturatum Fairmaire, 1860
- Opatrum tangerianum Koch, 1944
- Opatrum triste Steven, 1829
- Opatrum validum Rottenberg, 1870
- Opatrum verrucosum Germar, 1817